# Грено
Гре́но (дат. Grenaa или Grenå) — датский город, входящий в состав коммуны Норддюрс области Центральная Ютландия.
Расположен в Центральной Дании в 135 км от столицы. Является самым большим по численности населения среди городов коммуны Норддюрс. Население на 1 января 2011 составляло 14 308 человек.
Грено — морской порт с постоянно действующим паромным сообщением с островом Анхольт и шведским Варбергом. Имеется железнодорожная станция — Грено.

## Персоналии
- Крог, Август (1874—1949) — датский физиолог. Лауреат Нобелевской премии по физиологии и медицине в 1920 г.
- Мёнстед, Петер (1859—1941) — датский художник-пейзажист, представитель «золотого века» датской живописи.

## Города-побратимы
- Тюри (Эстония)

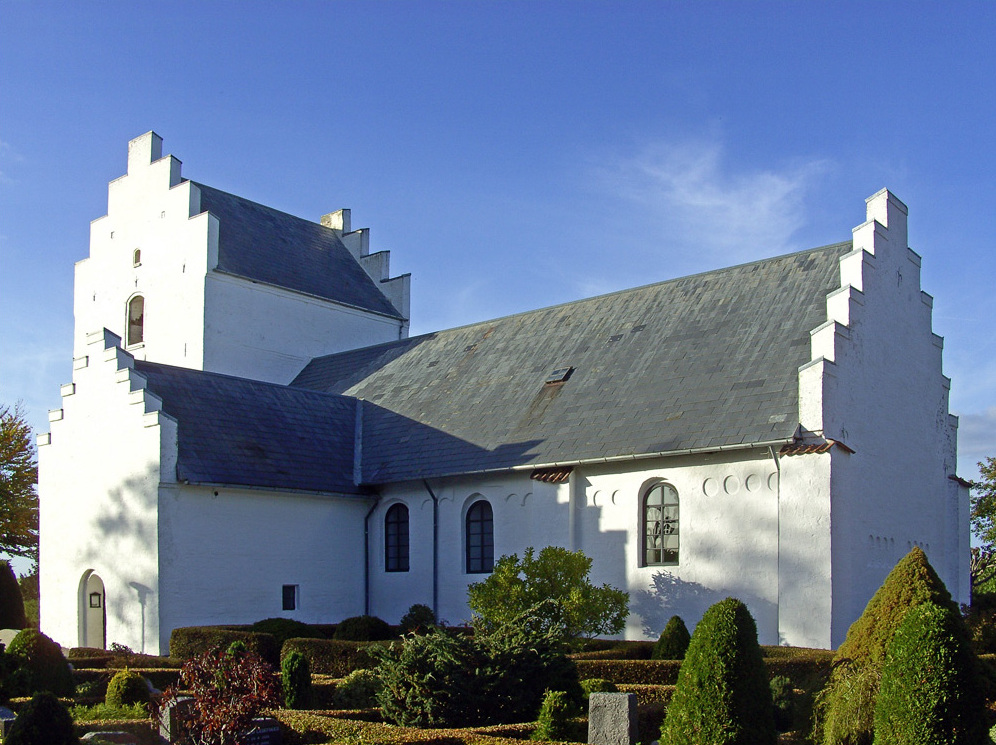
Городская кирха
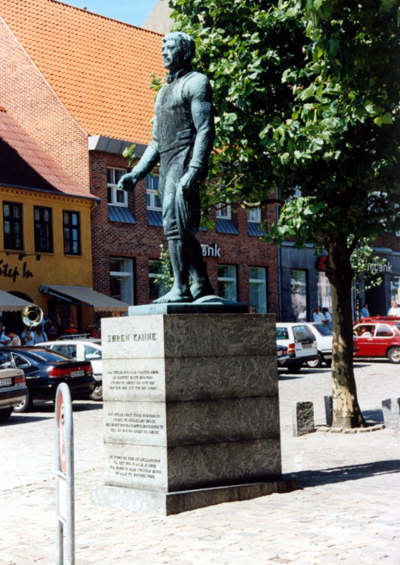
Памятник Сорену Канне
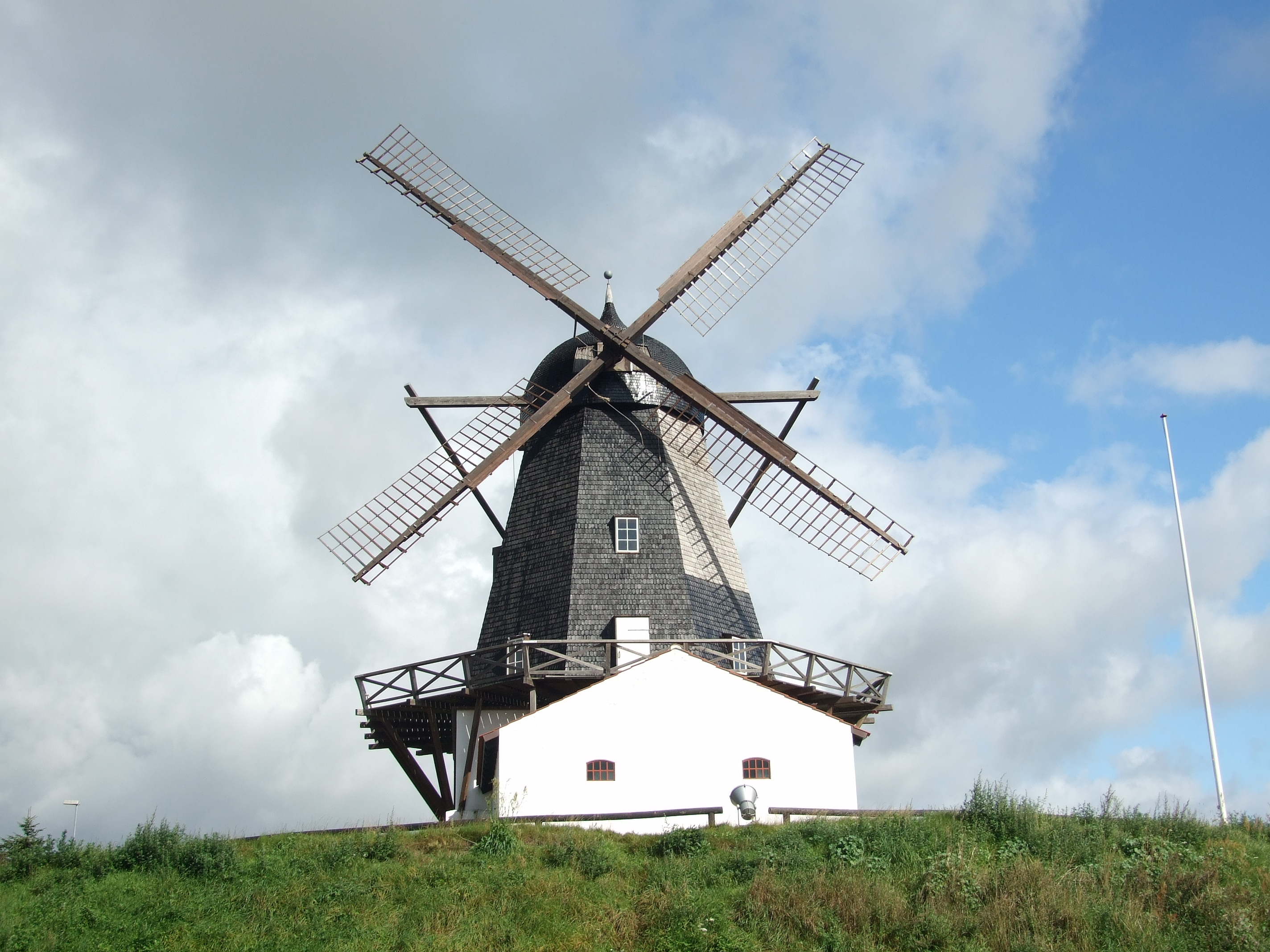
Ветряная мельница